# 直江版
直江版（なおえばん）は、慶長12年（1607年）、上杉家家老の直江兼続が出版した古代中国の詩文選集「文選」のこと。京都の要法寺において刊行された。
日本で初の銅活字本といわれるが、実際には慶長5年（1600年）に刊行された『法華経伝記』『和漢合運図』に用いられたのと同じ木活字が使われていたという（川瀬一馬『古活字版之研究』）。全部で60巻31冊。慶長10年（1605年）に刊行された『太平記』の一部に、表紙裏張りに直江版の刷り残しを使用したことが明らかになっており、兼続の開版事業はそれ以前から断続的に行われたものと見られる。
直江版の開版は世間にも伝わり、林羅山は秋元泰朝を通じて、上杉家から一揃いを譲り受けている。以心崇伝も直江版を所有していたが、欠本が生じたため不足分を上杉家に所望した。上杉定勝は完本一揃いを贈り、喜んだ崇伝は上杉家江戸家老千坂伊豆へ「一揃いは京都、もう一揃いは江戸で保管する」と伝えている。
宋の紹興28年（1158年）が底本。呂延済、子良、張銑、呂向、李周翰の5人の注「五臣注文選」に李善注を加えてある。「直江版文選」、「要法寺版文選」ともいう。兼続死後、寛永2年に兼続の正室であるお船の方によって再版された。